# Lausitzer Füchse
Lausitzer Füchse (svenska: Lausitzska rävarna) är en ishockeyklubb från Weißwasser i Tyskland. Klubben bildades 15 december 1932 och spelar sedan säsongen 2004/2005 i den tyska andraligan DEL 2.
Laget grundades redan 1932 och hade sin storhetstid på 50-talet där man som SG Dynamo Weißwasser blev Östtyska mästare 15 år i rad mellan 1951 och 1961. Efter den tyska återföreningen kunde inte klubben behålla sin styrka, med ekonomiska problem och nedflyttning som följd.

## Meriter
- DDR-Eishockey-Oberliga: (25) - 1951, 1952, 1953, 1954, 1955, 1956, 1957, 1958, 1959, 1960, 1961, 1962, 1963, 1964, 1965, 1969, 1970, 1971, 1972, 1973, 1974, 1975, 1981, 1989, 1990[4]